# 古里亞公國
古里亞公國（羅馬化：Guriis samtavro），又称为古利亞公國，是格魯吉亞歷史上的一個政權。這片位於黑海和小高加索山脉之間的土地，在1460年代至1829年間由二十一位古里亞王室成員以今日格魯吉亞西南部的古里亞大區為中心進行統治。公國崛起於統一的格魯吉亞王國解體的過程中，在它與鄰近的格魯吉亞諸邦和鄂圖曼帝國發生衝突的過程其領土時有變更。直到1829年被俄羅斯帝國併吞以前它一直享有多多少少的自主權。

## 早期歷史
自13世紀以來，古里亞地方是格魯吉亞王國的一個省，由瓦尔丹尼泽家族 （ვარდანისძე）的世襲總督 （ერისთავი）管理。約1362年國王的銜頭加上了「古里亞」這個地名。
但在1460年代，當巴格拉特王朝衰落時，瓦尔丹尼泽-古里亞家族就參與了由一名叫巴格拉特的王族所率領的、西格魯吉亞的貴族叛亂：他們不接受國王吉奥尔基八世的權威。1463年，巴格拉特和他的盟友在丘库尔战役中打敗了國王，後者因此失去了西部所有省份，而巴格拉特就即位為伊梅雷蒂（即西格魯吉亞）國王。作為支持國王的條件，所有主要盟友都得到分封 （稱為郡王，格魯吉亞語作），當中包括了古里亞家族。他們在奧祖爾蓋蒂建都，得到了半獨立的地位。1491年，古里亞家族的吉奥尔基一世 （1483-1512）的主權獲得承認。自此，家族也獲得了選任Shemokmedi、Jumati和欣诺茨明达三地主教的權利，雖然他們名義上受到格魯吉亞正教會阿布哈茲大公教會管轄。
西格魯吉亞各邦為了獨霸一方時常交戰，特別是古里亞和薩梅格列羅的达迪阿尼家族 （დადიანი），但他們也曾在1533年1月短暫結盟，去攻打阿布哈茲北部的晋癸亚人（希臘語作）部落，但遭到慘敗。這使伊梅雷蒂國王能重申他對古里亞的權威──雖然是短暫的。

## 鄂圖曼時期

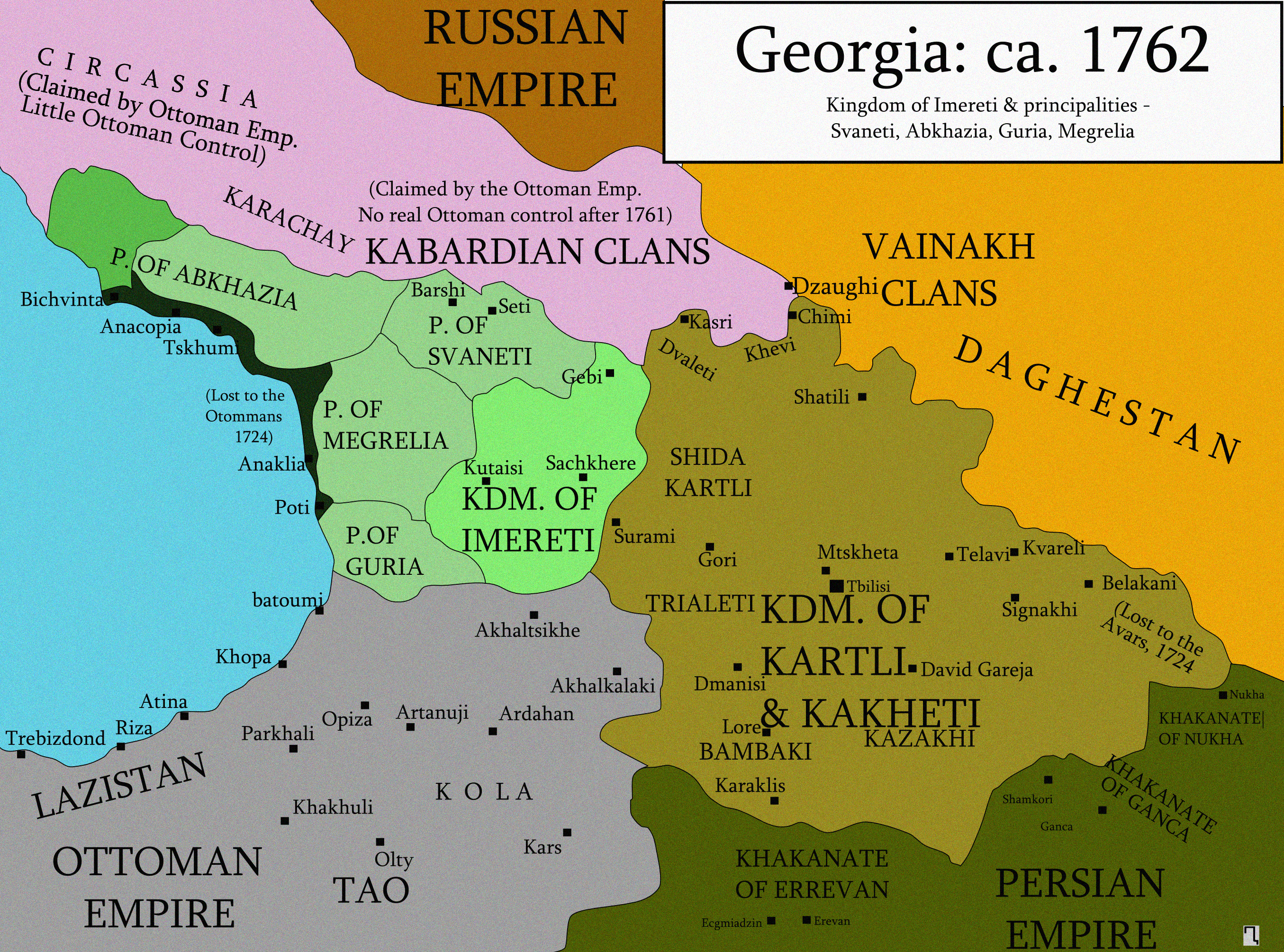
格魯吉亞各王國與公國，約1762年

自16世紀中葉以來，古利亚的親王自伊梅雷蒂王國得到了事實上的獨立，但又面臨來自南方更強大的鄰國鄂圖曼帝國的威脅。1540年代後者曾經對公國進行海上封鎖，並取得了在羅斯托姆·古里亞 （1534-64）時期征服的阿扎爾、拉齐斯坦和Machakheli （მაჭახელი）三個南部省份。馬米亞二世 （1600-1625）雖然在1610年收復了阿扎爾，最終在1614年12月13日被迫放棄所有領土要求，並向伊斯坦堡朝廷年年進貢。西格魯吉亞戰事不斷導致了古里亞的衰落，漸漸落入了薩梅格列羅的控制下。但也曾有幾位古里亞親王－最著名的要算是吉奥尔基二世 （1669-84）和馬米亞三世 （1689-1714）－成功奪取薩梅格列羅，甚至是伊梅雷蒂的王冠。
在18世紀，面對鄂圖曼的侵擾，以及多次民變，古里亞經歷了政治和經濟沒落的時期。與其他格魯吉亞諸國以及俄國結盟的嘗試，演變成鄂圖曼懲罰性的攻擊。至1723年，鄂圖曼在公國的海岸線駐防，更獲得了巴統和Chakvi。古里亞在第五次俄土戰爭支持俄國招致嚴厲的回應：科布列季 （ქობულეთი）和周邊地區被割讓给了鄂圖曼帝國，居民被迫改信伊斯蘭教以免成為奴隸。其餘的基督徒遷移到格魯吉亞較安全的地區。這加上了大規模的奴隸貿易和鄂圖曼的軍事行動，令公國一些地區在18世紀末人跡全無。公國的總人口根據约翰·安东·居尔登施泰特的估計有5,000人，而雅各布·赖内格斯就認為在1770年代有6,000戶。

## 俄國統治

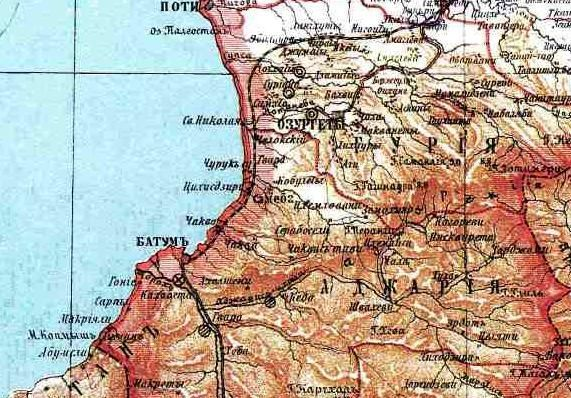
公國原來的領土，成為沙俄的一部分

公國後期的統治者堅定地採取親俄的政策。在1810年6月19日，馬米亞五世 （1803-26）接受了沙皇送來的軍服，象徵公國承認沙俄的宗主權，當時正是第七次俄土戰爭期間。公國成了帝國內的自治公國，維持了自治和其法律。馬米亞非常渴望把歐洲的制度引進，因而推行一系列的改革，把行政、經濟、教育等制度現代化。在他叔父凯伊库思老在1820年加入在伊梅雷蒂和古里亞爆發的，反抗沙俄迫害當地教會和苛損雜稅的起義時，他仍然忠於俄國。 當馬米亞在1826年10月26日駕崩時，在太妃蘇菲亞攝政下，其處於幼年的兒子大衛繼位。為維持其自治，蘇菲亞轉而在第八次俄土戰爭中支持鄂圖曼帝國。1829年9月2日，俄國當局把大衛趕下台，並把蘇菲亞放逐到鄂圖曼帝國。公國被納入俄國統治下，首先成立了臨時政府，再於1840年劃入庫塔伊西省，成為下轄的奧祖爾蓋蒂縣。